# Шехзаде Джиханґір
Шехзаде́ Джиханґі́р (осман. الأمير جيهانغير‎, тур. Şehzade Cihangir; 9 грудня 1531 — 27  листопада  1553) — молодший син султана Османської імперії Сулеймана I Пишного від його законної дружини Хасекі Хюррем Султан. На честь шехзаде Джиханґіра названо один із районів Стамбула.

## Біографія
Шехзаде народився 9 грудня 1529 року в Стамбулі. Був шостою дитиною і п'ятим сином Хюррем Султан і Сулеймана.
Мав горб, який міг з'явитися у нього внаслідок травми при пологах ;можливо, що маленький шехзаде отримав ваду у дитинстві (в 1535 Хюррем Султан писала султану, що інфікована рана на плечі Джихангіра загоюється). Через це претендувати на престол не міг. Щоб не відчувати разючого болю, шехзаде вживав наркотики. Запасався він ними в Амасьї у названого брата Мустафи, не міг бути йому ворогом, тож про свою долю після того, як Мустафа стане султаном, не хвилювався. Знав кілька мов і писав вірші під псевдонімом Заріфі, вів довгі розмови з батьком. Захоплювався каліграфією і був надзвичайно освіченим. Про гострий розум Джиханґіра говорили ще з тих днів, як шехзаде був маленьким. Незважаючи на вади здоров'я, мав свою наложницю, але ім'я дівчини, на жаль, невідоме, як і ім'я народженого нею сина, про долю якого також нічого невідомо. У 1549 був призначений батьком на посаду санджак бея (правитель санджака) Алеппо.
Помер 27 листопада 1553 р. у віці 23-х (майже 24-х) років  з жалю за братом Мустафою, сином Махідевран. Похований в мечеті Шехзаде в Стамбулі.

## Кіно
- Телесеріал «Хюррем Султан», в ролі Джиханґіра — Енґін Хепілері (2003, Туреччина).
- Телесеріал «Величне століття. Роксолана», в ролі дорослого Джиханґіра — Толґа Сариташ (2011–2013, Туреччина).